# Aichach
Aichach grad je u Njemačkoj na jugozapadu savezne države Bavarske.

## Poznate osobe
- Johannes Engel, njemački lječnik, astronom i profesor

## Gradovi prijatelji
- Brixlegg, Austrija
- Schifferstadt , Njemačka
- Gödöllő, Mađarska

## Vanjske poveznice
- Službena stranica (njem.)